# Domingo Faustino Sarmiento
Domingo Faustino Sarmiento (15. února 1811 San Juan – 11. září 1888 Asunción) byl argentinský politik, voják, pedagog, historik, spisovatel a novinář. V roce 1868 se stal druhým prezidentem Argentinské republiky. Vzhledem k různým státním zřízením Argentiny v minulosti je považován za 7. prezidenta země. Před tím působil jako guvernér Provincie San Juan, po skončení ve funkci prezidenta sloužil krátce jako ministr vnitra a ministr zahraničních věcí.

## Život

### Mládí a profesionální začátky
Narodil se v jedné z nejchudších částí města San Juan do rodiny vojáka z dob války za nezávislost Argentiny. Rodina měla celkem 15 dětí, z nich 9 zemřelo, přičemž Domingo Faustino byl jediným synem, který se dožil dospělosti. Už od dětství byl nadaným studentem, původně se měl stát na přání matky katolickým knězem, což však odmítl. V roce 1823 vytvořil Bernardino Rivadavia stipendijní projekt, na jehož základě bylo umožněno šesti nejlepším žákům z každého federálního státu studovat v Buenos Aires. Domingo Faustino Sarmiento byl nejlepším v San Juan, ale v poslední chvíli došlo ke změně struktury projektu a tak se do Buenos Aires nedostal. Ale poté, co se v roce 1826 stal Bernardino Rivadavia prezidentem, začal prosazovat vzdělávací programy pro chlapce po celé zemi. O rok později odešel Sarmiento i se svým strýcem do provincie San Luis, ale už zakrátko se vrátil domů, protože jeho otec přesvědčil guvernéra provincie San Juan, aby vyslal jeho syna na studia do Buenos Aires. Po návratu domů však byla jeho domovská provincie napadena vojskem Facunda Quiroga, neboť v této oblasti právě naplno probíhala občanská válka. To Sarmientovi opět znemožnilo odejít studovat do Buenos Aires. Přidal se tedy k armádě unitaristů, aby mohl bojovat proti federalistům jako Quiroga. Jelikož unitaristům se v bojích nedařilo, musel Sarmiento v roce 1831 odejít do exilu v Chile, které bylo v té době považováno za poměrně svobodnou zemi. Zde se začal věnovat pedagogické činnosti, psaní článků a politických komentářů. Později dokonce založil vlastní školu, kde se snažil prosazovat moderní formy výuky.

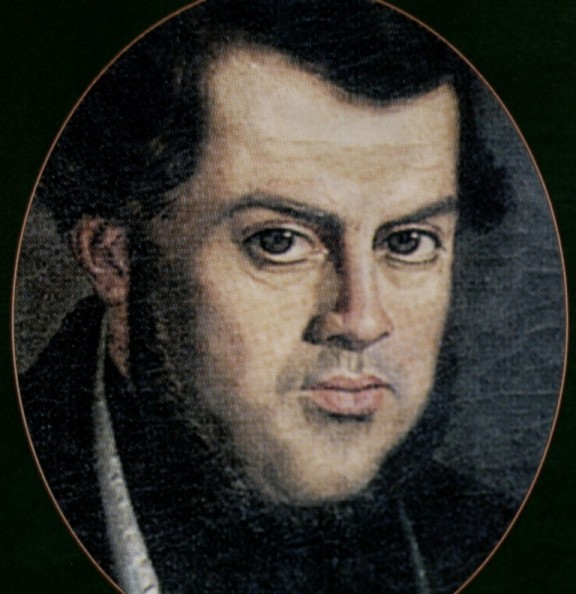
Sarmiento ve věku 31 let.

Do Argentiny se vrátil v roce 1836 a ihned založil noviny El Zonda, které byly orientovány protivládně. Také v Argentině se začal věnovat pedagogickému působení, když založil školu pro dívky. V té době se řadil k nejvýznamnějším liberálním intelektuálům v zemi. Sarmientovy noviny začaly poměrně rychle čelit cenzuře, což jej v roce 1840 přimělo zrušit jejich vydávání a znovu odejít do exilu v Chile. Zde se začal znovu živit jako novinář a psal pro deník El Mercurio. O dva roky později byl jmenován ředitelem školy pro výuku budoucích obecních učitelů, současně založil vlastní periodikum s názvem El Progreso a napsal první knihu. V roce 1845 odcestoval z Chile a další dva roky studoval v různých zemích Jižní Ameriky, Severní Ameriky a Evropy moderní pedagogické metody. Po návratu do Chile založil další dvě periodika a z exilu začal kritizovat guvernéra Buenos Aires Juana Manuela de Rosas, který fakticky vládl celé Argentině. Kvůli tomu se Rosas snažil o Sarmientovo vydání, ale Chile mu nevyhovělo. Po porážce Rosase byl Sarmiento pozván zpět do Argentiny, aby se podílel na tvorbě nové ústavy.

### Návrat do Argentiny, úřad guvernéra a prezidenta
Když se však v roce 1854 vrátil do Argentiny, byl hned uvězněn. Po propuštění se tak raději vrátil znovu do Chile. Zpět do Argentiny přišel o rok později, přestěhoval se do Buenos Aires, kde se stal šéfredaktorem deníku El Nacional. V roce 1856 vstoupil do regionální politiky v rámci Buenos Aires, kde působil zhruba 5 let. V září 1861 zvítězilo Buenos Aires nad zbytkem Argentinské konfederace v bitvě u Pavo a nejvyšším představitelem už nové Argentinské republiky se stal další intelektuál Bartolomé Mitre, který patřil do stejného intelektuálního okruhu jako Sarmiento. V lednu 1862 se tak stal guvernérem své domovské provincie San Juan. V této funkci začal naplno podporovat rozvoj školství, ale především jeho dostupnost pro všechny děti a současně zakládal množství nových škol různého typu a stupně. Nezaměřil se však pouze na školství a provincie San Juan zažila komplexní rozvoj. Federalisté však ještě nebyli zcela poraženi, první problémy začal způsobovat federalista Ángel Vicente Peñaloza (známý jako Chaco). Peñaloza dokázal zburcovat celou provincii La Rioja proti vládě v Buenos Aires. La Rioja byla velmi chudá a zaostalá provincie a přesvědčit místní obyvatele k boji pod příslibem většího bohatství nebylo náročné. Peñaloza dokázal se svou armádou dokonce obsadit poměrné velké území na západě Argentiny. Prezident Mitre proto požádal Sarmienta jako guvernéra provincie San Juan, aby Peñalozu porazil. Sarmientovo vojsko skutečně slabě vycvičené Peñalozovy oddíly porazilo a hlavu samotného Chacha vystavili v ulicích osady Olta v provincii La Rioja.

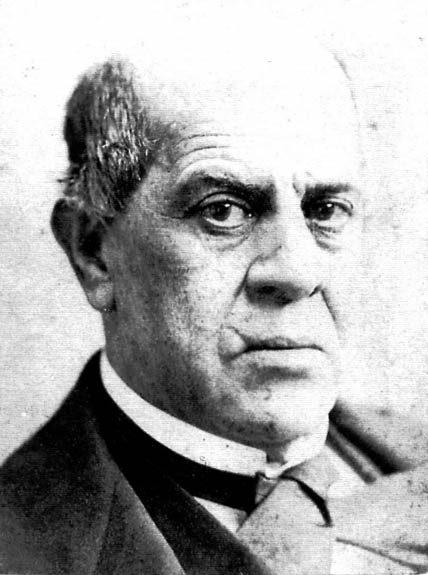
Sarmiento po neúspěšném atentátu. Nad rtem je vidět jizvu po útoku.

V roce 1864 skončil Sarmiento ve funkci guvernéra a stal se velvyslancem v USA. Zde se kromě toho věnoval i psaní dalších knih. Během svého pobytu v USA dostal nabídku, aby se ucházel v dalších volbách o funkci prezidenta Argentiny. Jako spojenec prezidenta Mitra byl ve volbách v roce 1868 úspěšný a v říjnu se tak stal druhým prezidentem Argentinské republiky. Během jeho vlády došlo k posílení postavení střední třídy a velkochovatelů dobytka, jehož export se postupně stal jedním z nejvýznamnějších složek argentinské ekonomiky. Sarmienta velmi ovlivnily jeho cesty po světě, především po USA, které považoval za ideální vzor pro každý stát a snažil se prosazovat posilování lidských práv a svobod i v Argentině a změnu země na městský a průmyslový stát, který by nahradil dosavadní spíše venkovský a zemědělský. I jako prezident pokračoval v masivní podpoře školství a armády, nechal otevřít stovky nových škol po celé zemi. Podobně jako před tím provincie San Juan, i země zažila velkou modernizaci. Na druhé straně zdědil po svém předchůdci nepopulární válku s Paraguayí a velkou nevoli vyvolalo jeho rozhodnutí nebojovat s Chile o Magalhãesův průliv. Jeho rozhodnutí, která vedla k rozvoji školství na druhé straně zvyšovala výdaje státního rozpočtu, což mu také snižovalo popularitu. Poslední ozbrojený pokus o návrat federalismu zorganizoval Ricardo López Jordán, guvernér provincie Entre Ríos. Ten nechal v roce 1870 zavraždit bývalého vůdce konfederace Justa Josého de Urquiza (který se stal díky výnosům z paraguayské války spojencem nové centrální vlády) a následně se postavil centrální vládě v Buenos Aires. Boj proti Jordánovi trval zhruba 4 roky, než byl i on v roce 1874 definitivně poražen. Ještě před tím, v roce 1873, však Sarmiento čelil neúspěšnému pokusu o atentát od dvou anarchistů, které najal právě Jordán. V roce 1874 se uskutečnily nové prezidentské volby, které vyhrál dosavadní ministr spravedlnosti a školství Nicolás Avellaneda.
Po odchodu z funkce byl Sarmiento jmenován hlavním ředitelem škol Provincie Buenos Aires a současně byl zvolen senátorem za svou domovskou provincii San Juan. V roce 1879 se krátce stal ministrem zahraničí a ministrem vnitra. Po politických konfliktech z těchto funkcí odešel a věnoval se již především rozvoji školství a novinářské činnosti. V polovině roku 1888 Sarmiento odešel do Paraguaye, kde v září zemřel na infarkt myokardu. Pohřben je v Buenos Aires.